# الجدل البريطاني حول الحجاب

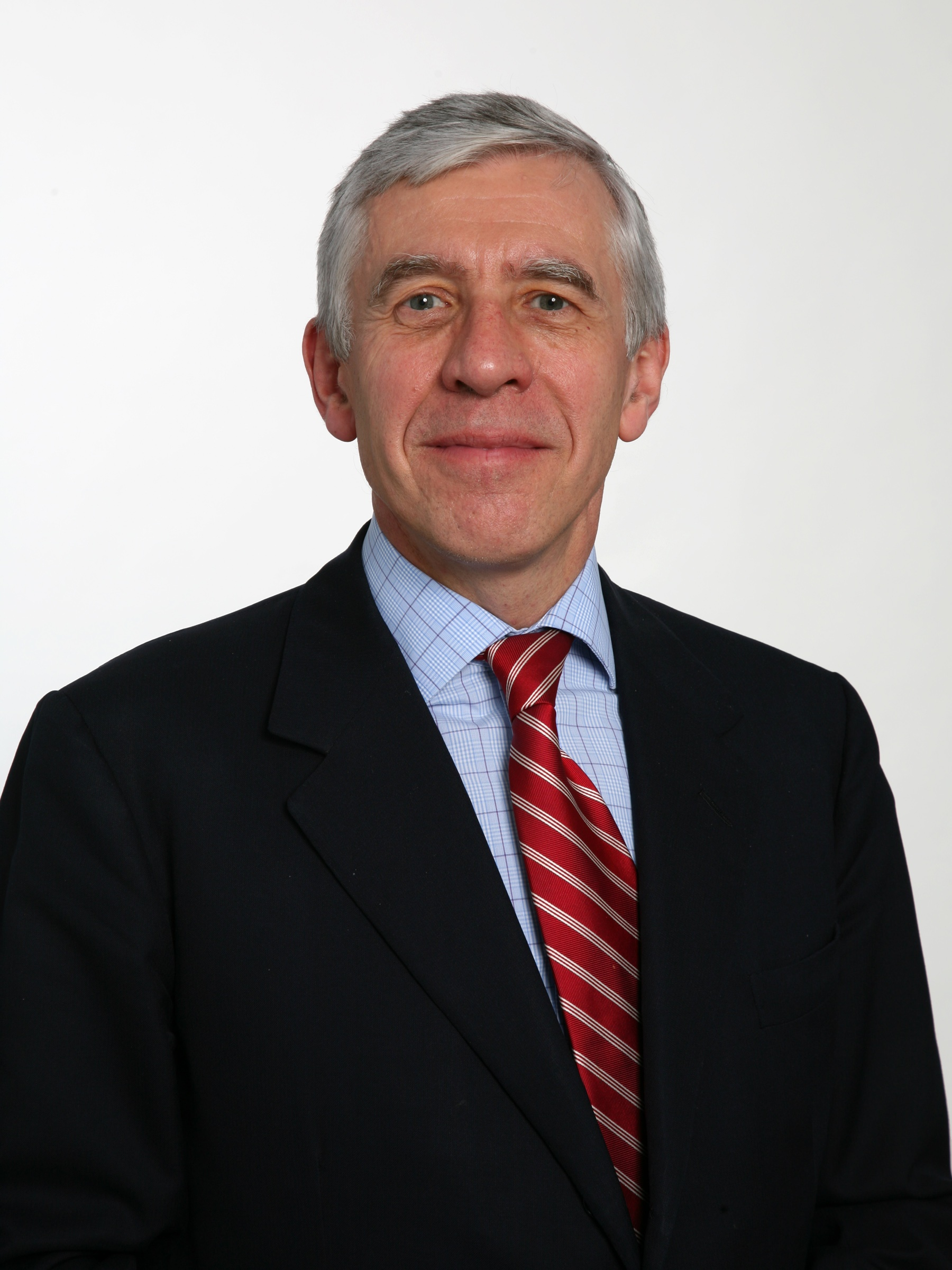
تعليقات زعيم مجلس العموم آنذاك جاك سترو في عام 2006 بدأت النقاش البريطاني حول الحجاب.

بدأ الجدل البريطاني حول الحجاب في أكتوبر 2006 عندما كتب النائب والوزير الحكومي جاك سترو في صحيفته المحلية، لانكشاير إيفنينغ تلغراف، أنه على الرغم من أنه لا يريد أن يكون «إلزامياً»، وقال أنه يفضل التحدث إلى النساء اللواتي لا يرتدين النقاب (حجاب الوجه) كما كان يمكن أن نرى وجههم، وطلب من النساء الذين كانوا يرتدون مثل هذه المواد إزالتها عند التحدث معه، مما يوضح أنهم يمكن أن يرفضوا طلبه.
وقال سترو إنه أخبر الصحيفة بهذه المعلومات لفتح نقاش حول الموضوع، وليس بسبب انتخابات نائب الرئيس القادمة في حزب العمل. كان سترو وزيرا للخارجية في وقت حرب العراق، ومنذ عام 1979 كان عضوا في البرلمان عن دائرة بلاكبيرن حيث ربع السكان مسلمون على الأقل، وذكر سترو لاحقًا أنه يود رؤية الحجاب «يُلغى» تمامًا، مضيفًا أنه قلق من «تداعيات الانفصال».
وقوبلت آراء سترو بردود متباينة، حيث وافق البعض على فكرة النقاش، وذهب البعض إلى أنه لا ينبغي للنساء المسلمات ارتداء الحجاب في المملكة المتحدة، ودعا البعض مثل صحيفة «ديلي إكسبريس» إلى حظر الحجاب.، وعارض آخرون تدخل سترو، واتهمه البعض بتشجيع التحيز.
في عام 2010، اعتذر جاك سترو علنا ً عن تعليقاته في عام 2006، قائلاً «لو كنت قد أدركت حجم الدعاية التي تلقوها [تعليقاته] في أكتوبر 2006، لما قدمتها وأنا آسف لأنها تسببت في مشاكل وأنا أقدم هذا الاعتذار.»

## خلفية للنقاش:حجابالوجه في الإسلام (النقاب)
ومن مبادئ الإسلام شرط الحياء لدى الرجال والنساء على حد سواء، ويعرف هذا المفهوم في اللغة العربية بالحجاب الذي يشير إلى أكثر بكثير من الإسلام والملابس ودخلت كلمة "الحجاب" الإنجليزية ولغات أوروبية أخرى مع معنى مختلف إلى حد ما، مشيرا إما إلى الحجاب الثوري: وهو الحجاب الذي ترتديه العديد من النساء المسلمات.

أوروبا حظر النقاب. الخريطة الحالية اعتبارا من 2025
الحظر الوطني - تحظر البلاد على النساء ارتداء الحجاب في الأماكن العامة
الحظر المحلي - المدن أو المناطق تحظر النقاب
حظر جزئي – تحظر الحكومة ارتداء النقاب في بعض المواقع

يتبع المسلمون المدارس الفكرية المختلفة (المذاهب) التي لديها اختلافات في الآراء حول الشريعة الإسلامية. تميل النساء اللواتي يرتدين الحجاب إلى مراعاة الأحاديث (أقوال الرسول محمد) التي تأمر النساء بتغطية كل ما هو غير ضروري، وهو ما يفسره البعض على أنه كل شيء باستثناء العينين واليدين، هذا الاعتقاد هو موقف أقلية حيث يعتقد معظم المسلمين أن المرأة يجب أن تسمح برؤية وجوههم، ولكن يجب أن تغطي الشعر (وفي العديد من الثقافات، الحلق أيضًا). حتى أقلية أصغر ترتدي ثياباً مغطاة مثل: البرقع هذه الأحكام (الفتوى) مبنية على فهم الحياء والعرض العام للجسد.

## عبارات معارضة لارتداءالنقاب

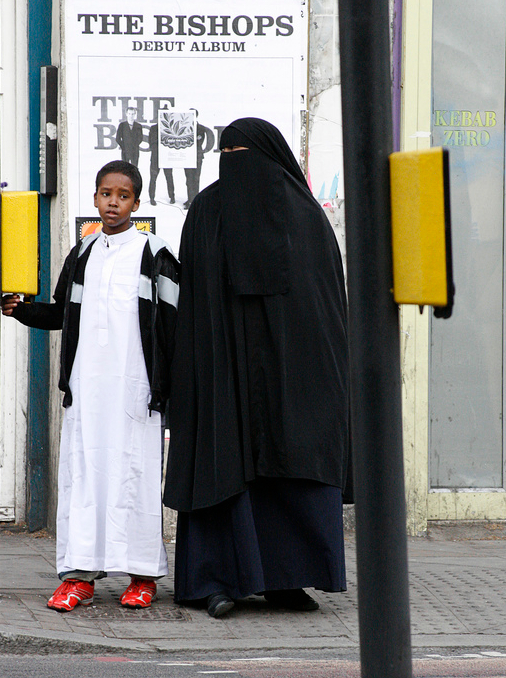
امرأة ترتدي النقاب في انجلترا

وعقب تعليقات سترو، جاء التأييد من زملائه من أعضاء حزب العمال، والمحافظين المعارضين انذاك، والصحافة الوطنية اليمينية، وغيرهم.
وصف توني بلير، رئيس وزراء حزب العمل آنذاك، الحجاب بأنه «علامة فصل».
ووافق جوردون براون، وزير الخزانة آنذاك على هذا النهج، مضيفًا أنه يعتقد أنه سيكون «أفضل لبريطانيا» إذا قل عدد النساء المسلمات اللاتي ارتدين الحجاب، وأنه يؤيد «ما قاله جاك سترو».
وقال النائب العمالي نايجل غريفيث، الذي كان آنذاك نائب زعيم مجلس العموم، "من الجيد جداً أن تقول النساء المسلمات إنهن يشعرن بالراحة في ارتداء الحجاب ولكن الحجاب لا يجعل الآخرين يشعرون بالراحة، وبهذه الطريقة يمكن القول إنهم أنانيون.، وقال وولاس (وهو نائب آخر في حزب العمال كان مسؤولاً عن سياسة العلاقات العرقية): إن النساء المسلمات اللواتي يرتدين الحجاب مخيفات ومخيفات وهنأ سترو على بدء النقاش.
واقترح وزير داخلية الظل ديفيد ديفيس من المحافظين أن المسلمين مسؤولون عن هروب البيض، مضيفاً أن البريطانيين قد يشجعون عن غير قصد نوعاً من الفصل العنصري الطوعي". وأضاف بيل ديديس، وهو سياسي سابق في حزب المحافظين، ثقله إلى النقاش في مقال رأي في صحيفة ديلي تلغراف، قائلاً إن الإسلام هو الإيمان الوحيد على الأرض الذي يقنع أتباعه بالسعي إلى السلطة السياسية وفرض قانون - الشريعة - التي تشكل أسلوب حياة الجميع"، وأن الإسلام يمنع المسلمين من الامتثال للمجتمع البريطاني.
كتب سيمون جينكينز مقالاً في صحيفة صن داي تايمز يسأل عن سبب رغبة النساء المسلمات اللاتي يرتدين الحجاب في العيش في المملكة المتحدة. ومع ذلك، فقد شكك في فعالية تصريحات سترو كتبت أليسون بيرسون في صحيفة ديلي ميل أن الحجاب أساء لها لأنها "تعني تقديمًا مزعجًا عندما قاتلت النساء هنا بشدة من أجل الحرية" فيما يتعلق بتعليقات سترو، "كان محقًا في القلق بشأن الحجاب" ولكن "كان الشخص الخطأ في الإعلان عنه"، مضيفًا أن المرأة يجب أن تكون هي التي تدير النقاش، وكتب تريفور كافانا في صحيفة "ذا صن" أن المرأة المسلمة كانت ترتدي النقاب "لاستفزازنا"، في حين أن كاتب صحيفة "ذا صن" جون جونت كتب في اليوم التالي "يكفي، انس حظر الحجاب، يجب على حزب العمال معاملة المسلمين مثل كل مواطن بريطاني آخر، وليس فقط أنا أقول هذا حتى كنيسة إنجلترا (في تقرير مسرب)، تقول إن الحكومة أظهرت تفضيلاً للمسلمين وساهمت في الانقسامات في بريطانيا الحديثة.
وفي أغسطس 2018، انتقد بوريس جونسون لعمود كتبه في صحيفة ديلي تلغراف كجزء من مقال يجادل بأن حظر النقاب مثل الذي تم إدخاله في الدنمارك كان خاطئًا، حيث يجب أن تكون المرأة حرة في ارتداء ما تريد، ومع ذلك قال جونسون أن النساء المسلمات اللواتي يرتدين النقاب «يشبهن صناديق البريد»، ورداً على المقال اتهم المجلس الإسلامي البريطاني جونسون بـ «القوادة إلى أقصى اليمين»، بينما قالت نائبة حزب العمل جيس فيليبس إنها ستقدم تقريراً إلى لجنة المساواة وحقوق الإنسان، ودعا رئيس حزب المحافظين (براندون لويس) جونسون إلى الاعتذار عن ملاحظاته، واتهمت نظيرة المحافظين البارونة وارسي جونسون بالتورط في سياسة «صفارة الكلاب» ودعت إلى اتخاذ إجراءات تأديبية إذا لم يعتذر. إلا أن النائب المحافظ نادين دوريز قالت إن جونسون «لم يذهب بعيداً بما فيه الكفاية» وأن الحكومة هي التي يجب أن تعتذر، وقالت المخاوف إن النقاب لا يجب أن يكون له مكان في بريطانيا وأنه «من العار أن تتقدم دول مثل فرنسا والدنمارك على هذا الطريق».
في أعقاب مقال جونسون، قالت إميلي ثورنبيري، وزيرة الدولة لشؤون الخارجية والكومنولث في حزب العمال، عن النساء المسلمات البريطانيات اللواتي يقررن ارتداء النقاب، «لا أريد أن يتم الاعتناء بطفلي الذي يبلغ من العمر أربع سنوات من قبل شخص يرتدي النقاب».

### معارضة الأحزاب السياسية
كان لحزب الاستقلال البريطاني سياسة لحظر أغطية الوجه بالكامل منذ عام 2010م، في حين فضل الحزب الوطني البريطاني القومي حظره في المدارس فقط. في عام 2013م، أوضح المعهد البريطاني للملكية الفكرية موقفه، مُحبِذاً فقط فرض حظر في المدارس والأماكن التي يشكل فيها الأمن مصدر قلق، بينما يؤيد الحزب الوطني البريطاني الآن فرض حظر شامل.

## معارضة إثارة القضية
وجاءت المعارضة للنقاش بشكل رئيسي من السياسيين اليساريين واليساريين المتطرفين والأحزاب والصحف، ولكن أيضا من بعض السياسيين المحافظين.
وقال كين ليفينغستون عمدة لندن العمالي آنذاك، إنه "مندهش من سترو مضيفاً أنه هناك اختلال في توازن القوى في تلك العلاقة يعني أنه سلوك غير مقبول على الإطلاق من جانب جاك سترو، حيث أن الرجل القوي لا يمكن أن يقول لامرأة عاجزة تماما أعتقد أن عليكي أن تخلعي الحجاب الخاص بك، وأعتقد أنه أمر خاطئ تماماً وحزب الاحترام الاشتراكي حث سترو على الاستقالة، وقال جورج غالاوي في بيان صحفي وهو سياسي ذكر يقول للنساء أن يرتدين ملابس أقل. وقال حزب العمال الاشتراكي أن كلمات سترو سمحت بـ "موسم مفتوح لكل من يريد إلقاء اللوم على المسلمين للمشاكل في بريطانيا وإلقاء اللوم على ضحايا العنصرية للعنصرية في المجتمع".
وأشار جون كروداس، وهو عضو في البرلمان عن حزب العمال ومرشح لمنصب نائب الزعيم، إلى أن الوزراء يلعبون مع التوترات الدينية مضيفاً: "الحل لا يكمن في حرب قوة بين السياسيين لإظهار من يمكن أن يكون أكثر صرامة على المهاجرين وطالبي اللجوء والأقليات، كما أنه ليس في استخدام الرموز العرقية أو الدينية لخلق الجدل، هذا يجعل الوضع أسوأ وليس من دور السياسيين أن يلعبوا مع رموز الاختلاف، خاصة عندما يقودون مركز الثقل السياسي إلى اليمين نتيجة لذلك.
زعمت مادلين بونتينغ في صحيفة الغارديان أن استفراد سترو بالنساء المسلمات يزيد في الواقع من الانقسام الذي يقول سترو إنه يريد إزالته.
كتب الحاخام أليكس شابر من معبد اتحاد إلفورد أن "أشعر أن تعليقاته غير مقبولة على الإطلاق، وأنها تظهر، في أحسن الأحوال عدم الحساسية تجاه المسلمين، وفي أسوأ الأحوال جهل بقوانين الإسلام وعاداته وممارساته، ومن الهراء أن تشير إلى أن "النساء اللاتي يرتدين الحجاب تجعل العلاقات المجتمعية أكثر صعوبة"، بل إن مثل هذه الملاحظات هي التي تخلق الانقسامات والتعصب في بريطانيا"، مضيفاً "إذا كنت سوف تحظر، نمط واحد من اللباس حيث ترسم الخط الفاصل؟ هل يمكن أن يكون الكيباه أو شيتل التالي، هل هم مثيرون للانقسام في عين السيد سترو؟
دانيال هانان عضو بارز في حزب المحافظين في حزب الاتحاد الاوروبى وكاتب عمود في صحيفة ديلي تلغراف، ذكر أن "الملابس لا ينبغي أن تكون مسألة تخص المحاكم وأشار أيضا إلى أن قطع أخرى من الملابس المسيئة للغاية (له) مثل قمصان أدولف هتلر، وتشي غيفارا، وقمصان أسامة بن لادن تعتبر قانونية بطبيعتها بسبب حرية التعبير. دافعت البارونة وارسي وهي نظيرة إسلامية محافظة ووزيرة في مجلس الوزراء، عن حق المرأة في ارتداء النقاب ولقد قالت: "فقط لأن المرأة ترتدي النقاب، فهذا لا يعني أنها لا تستطيع الانخراط في الحياة اليومية. إذا لم يكن لدى النساء خيار هن مضطهدات. «وقالت أيضًا:» هناك نساء يرتدين النقاب يديرن أعمالًا ناجحة على الإنترنت لا تتطلب منك الوجود وجهاً لوجه. ووصف وزير الدولة للهجرة داميان غرين الحظرعلى أغطية الوجه بأنه «غير بريطاني» و«غير مرغوب فيه» من أجل مجتمع متسامح ومحترم للطرفين.

## معارضة لنبرة النقاش
- قال عضو مجلس النواب جون دينهام إن النقاش كان «معيبًا» حيث بدت الحكومة «رائعة» من أجل الأغلبية بدلاً من الاستماع فعليًا إلى الأقلية المسلمة.[21]
- وقال تريفور فيليبس، رئيس لجنة المساواة العرقية: "أعتقد أنه من المناسب له أن يقول" هل تمانع ألا تجعلني أشعر بعدم الارتياح "في هذه الحالة، طالما أنه من المفهوم بوضوح أن الإجابة على ذلك يمكن أن تكون" لا".[22] وتابع لاحقًا هذه التعليقات بقوله إنه يخشى أن يكون النقاش" سببًا في اندلاع دوامة قاتمة تسببت في أعمال شغب في شمال إنجلترا قبل خمس سنوات ". وقال إن النقاش "يبدو أنه قد تحول إلى شيء قبيح حقًا"، مضيفًا "نحن بحاجة إلى إجراء هذه المحادثة ولكن هناك قواعد لدينا للمحادثة التي لا تنطوي على هذا النوع من الاستهداف والتسلط بصراحة".[23]
- قارن عدد من الأفراد، من بينهم إنديا نايت، وجورج غالاوي، وكين ليفينغستون، محنة اليهود في بريطانيا في ثلاثينيات القرن العشرين بمحنة المسلمين البريطانيين المعاصرين، خاصة في ضوء الذكرى السبعين لمعركة شارع كابل[24][25][26]
- تحدث بيتر أوبورن بصراحة عن الجدل وقال: «حزب العمل الجديد تخلى عن تصويت المسلمين بعد حرب العراق، لذلك فهو الآن يضرب المسلمين لاستعادة تصويت الطبقة العاملة البيضاء، وخلاف الحجاب هو استراتيجية سياسية منسقة بعناية فائقة».[27]
- يجادل كتاب ياسمين عليباي براون في رفض الحجاب، بأن الحجاب يخفي سوء المعاملة وإنها معاهدات عاطفية ضد ما تعتبره - كمسلمة ونسوية وليبرالية - الخضوع لرمز كراهية النساء لدونية المرأة، وتجادل في أن "الحجاب في جميع تبدلاته لا يمكن الدفاع عنه وغير مقبول.

## اتهامات بكراهيةالإسلام(الإسلاموفوبيا)
- واتهم البارون أحمد، أول نظير مسلم في مجلس اللوردات الحكومة باستدامة «موضوع دائم لتشويه صورة المجتمع الإسلامي»، وأصبح من المألوف بين الوزراء «اتهام المسلمين».[28]
- وقالت البارونة أودين، أول زميلة مسلمة في مجلس اللوردات: «لقد هاجمنا أولئك الذين سيكونون أعظم حلفائنا في مواجهة التحديات الحالية للإرهاب والتطرف»، وحذرت من أن الخلاف حول الحجاب تسبب في دمار في المجتمع المسلم وخلق شعوراً بضعف النساء المسلمات.[29]
- في 21 أكتوبر 2006، قام تحالف وقف الحرب والمجلس الإسلامي البريطاني بتنظيم مسيرة بعنوان «اتحدوا ضد الإسلاموفوبيا» والتي ستقام في جورج سكوير في غلاسكو، كما أصدر التحالف رسالة مفتوحة ضد كراهية الإسلام.[33] وحضر الحدث حوالي 300 شخص[29]
- دعت مجموعة تطلق على نفسها اسم المبادرة الإسلامية البريطانية إلى مسيرة للدفاع عن الحرية الدينية وتطالب بوقف الهجمات على المسلمين في 20 نوفمبر 2006 في القاعة المركزية.[30]
- كتب الكاتب المسرحي ديفيد إدغار في صحيفة الغارديان أنه صدم على مستوى الأحكام المسبقة المعادية للإسلام التي ظهرت في مقدمة النقاش، وكتب "الضجة حول الحق في ارتداء الحجاب كشفت عن المعايير المزدوجة لليبراليين.[31]
- بعد أن عبر سلمان رشدي عن رأيه بأن النقاب سيء، قال الرئيس السابق للمجلس الإسلامي البريطاني إقبال سكراني: يبذل الإسلاموفوبيين كل ما في وسعهم لمهاجمة الإسلام.[4]

## هجمات عنيفة
واتهمت جماعات إسلامية تصريحات سترو بالوقوف وراء حريق متعمد في مركز إسلامي في مدينة فالكيرك الاسكتلندية وهجوم على امرأة ترتدي النقاب.

## محاكاة إعلامية ساخرة
تم منع صحيفة الديلي ستار من نشر صفحة نموذجية لما سيبدو عليه إذا تم تشغيله من قبل المسلمين، حيث تم إعداد «الفتوى اليومية» النموذجية؛ للتشغيل كصفحة 6 في طبعة ذلك اليوم حتى رفض أعضاء الاتحاد الوطني للصحفيين التعاون على أساس أنه كان مسيئا عمداً للمسلمين. وأعلنت مجلة حديقة الحيوان، خططًا لنشر صفحة مزدوجة تسخر من الشريعة الإسلامية، وقال بن نولز وهو نائب رئيس تحرير ستار ورئيس التحرير السابق لحديقة الحيوان: أنه سيتم تسمية القسم «حديقة حيوانك الجديدة الصديقة للحجاب!»، بينما تشمل العناوين الأخرى «الرجم العام!»، «قطع الرؤوس!» و«لا أحد يستمتع على الإطلاق»، حيث أن المجلة التي تعرض النساء العاريات بانتظام ستظهر على هذه الصفحات بدلاً من ذلك امرأة في النقاب بعنوان «فتاة! كما لم ترها من قبل!».

## استطلاع الرأي
أجرت شركة إيبسوس موري استطلاع رأي أكثر شمولاً في 11 أكتوبر 2006. وجد هذا أن 51 ٪ من الجمهور وافقوا (قائلين أنهم «يوافقون بشدة» أو «يميلون إلى الموافقة») على أن سترو كان على حق في إثارة القضية، بينما قال 31 ٪ أنه كان على خطأ. ووجدت أن 61٪ متفقون مع البيان: «من خلال ارتداء الحجاب، فإن النساء المسلمات يعزلن أنفسهن»، ومع ذلك يعتقد 51٪ من الجمهور أن تعليقات سترو ستلحق الضرر بالعلاقات العرقية، ووافق 77٪ على أنه «يجب أن يكون للمرأة المسلمة الحق في ارتداء الحجاب».
في يوليو 2010، أجرت يوجوف استطلاعًا شمل 2205 بالغًا في بريطانيا، ووجدت أن 67 ٪ يؤيدون الحظر الكامل على ارتداء النقاب في جميع أنحاء بريطانيا.
أشار استطلاع آخر أجرته يوجوف، في أغسطس 2016، إلى أن 57٪ من البريطانيين فضلوا حظر النقاب في الأماكن العامة، مع 25٪ ضده.
في عام 2018، بعد تعليقات بوريس جونسون على النقاب، وجدت سكاي أن 59٪ وافقوا على ضرورة فرض الحظر على البركة، و 26٪ ضد الحظر.

## تعليق خارجي على نقاش المملكة المتحدة
قال جون جيبسون، مراسل فوكس نيوز، في حديثه عن المناظرة البريطانية، إن الحجاب هو بوضوح علامة على الانفصال، ومن الواضح أنه علامة على الرغبة في تجنب الاندماج في الثقافة الغربية، سواء كانت هنا أو بريطانيا أو إيطاليا. ومن الواضح أنها علامة على ثقافة فرعية تريد وضع قواعدها الخاصة منفصلة. وبالتحدث كأمريكي: لا توجد الشريعة الإسلامية، ولا الحجاب. فإذا كنت هنا كن أمريكيًا،"، وهذه الملاحظة دفعت مجلس العلاقات الأمريكية الإسلامية إلى تشجيع الناس على الشكوى من تصريحات جيبسون.

## مناقشة برلمانية
كان من المقرر مناقشة مشروع قانون خاص لعضو خاص بعنوان «قانون تغطية الوجه (التنظيم) 2010-11»، برعاية النائب المحافظ فيليب هولوبون، في برلمان المملكة المتحدة في 20 يناير 2012، وخلال مناقشة القراءة الثانية يجرم مشروع القانون ارتداء غطاء للوجه في بعض الأماكن العامة والخاصة في المملكة المتحدة. وقد قدم هولوبون منذ ذلك الحين مشروع القانون للمناقشة مرة أخرى.

## قضايا أخرى

### الحجابفي المدارس
تغطية ديلي إكسبريس في 21 أكتوبر 2006.
تفاقم النقاش عندما أقيلت عائشة عزمي من مدرسة في كنيسة إنجلترا بعد أن رفضت إزالة النقاب أمام الأطفال الصغار الذين تم توظيفها لتعليمهم، ولم تذكر هذه الحالة في المقابلة التي أجرتها مع الوظيفة، حيث لم تكن ترتدي النقاب، وقد أخذت قضيتها إلى محكمة التوظيف، التي شهدت على غير العادة العديد من السياسيين البريطانيين الذين علقوا عليها قبل الاستماع إليها، وكان من بينهم رئيس الوزراء توني بلير الذي قال إنه يؤيد إجراءات المدرسة، ووزير العلاقات العرقية وولاس الذي قال إنها ينبغي أن تستقيل، وخسرت عزمي قضيتها بسبب الفصل الجائر لكنها تعتزم استئناف القرار أمام محكمة العليا وفي 20 آذار/مارس 2007، أُعطيت توجيهات جديدة للمدارس في إنكلترا بأنها ستتمكن من منع التلاميذ من ارتداء النقاب بحجج أمنية أو سلامة أو تعلُّم، وقال مسعود شدجارة رئيس اللجنة الإسلامية لحقوق الإنسان، إن الوزراء المتعاقبين فشلوا في إعطاء التوجيه المناسب بشأن التزامات المدارس فيما يتعلق باللباس الديني والمضي قدماً الآن في إصدار توجيهات ضد الطوائف الإسلامية هو ببساطة أمر صادم.
حظرت كلية برمنغهام متروبوليتان، التي لديها عدد كبير من المسلمين المسجلين، جميع أغطية الوجه لأسباب أمنية في سبتمبر 2013، وهو قرار أيده رئيس الوزراء ديفيد كاميرون، وقد أُلغي الحظر على النشاط النقابي. زعمت عدة صحف بريطانية أن المدارس الإسلامية الخاصة في تاور هاملت، وساوثول، ولانكستر تجبر التلاميذ على ارتداء الحجاب عندما يكونون خارج مباني المدرسة، ومن الواضح أن المدارس الثلاث المعنية نفت ذلك ومع ذلك فإن زيهم المدرسي يحتوي على الحجاب والجلباب (وهو ثوب طويل) ورئيس بلدية لندن السابق بوريس جونسون، يعارض إنجاب أطفال يرتدون الحجاب.

### الحجابفيالجريمة
اتهم الحجاب بإعاقة مكافحة الجريمة:
- يعتقد أن مصطفى جامع المطلوب لقتل الشرطية شارون بيشينفسكي يرتدي النقاب للفرار من بريطانيا، على الرغم من أن وزارة الداخلية قالت إن من غير المرجح أن يكون هذا الادعاء صحيحاً حيث يمكن أن يطلب من النساء رفع النقاب للتحقق من الهوية.[49]
- يعتقد أن رجلاً مطلوباً بتهمة الإرهاب يرتدي النقاب الذي يغطي الجسد والوجه بالكامل، من أجل الهرب من الشرطة.[50]
- وفرَ الإرهابيون الذكور المسؤولون عن تفجيرات لندن في 21 يوليو / تموز 2005م متنكرين بارتداء النقاب.[51]

بالنسبة للسياق التاريخي، انظر حالة كاتبة السفر الفيكتورية ليدي فلورنس ديكسي، التي ادعت أنها كانت ضحية محاولة اغتيال بالقرب من منزلها في إنجلترا من قبل إرهابيين أجانب يرتدون ملابس محجبات.

### الحجابوتحديدالهويةعلى الحدود الوطنية
وسأل السياسي المحافظ دوغلاس هوغ الوزير ليام بيرن عن التعليمات التي صدرت للضباط على الحدود في التعامل مع أشخاص يرتدون الحجاب أو ملابس أخرى تحجب هويتهم، وذكر بيرن أنه وفقا لقانون الهجرة لعام 1971م، يجب على جميع الأشخاص الذين يصلون إلى المملكة المتحدة أن يستوفوا الاقتضاء لموظف الهجرة فيما يتعلق بجنسيتهم وهويتهم، وفي حالة وجود أسباب حساسة أو ثقافية لعدم تمكن الشخص من نزع الحجاب أو غيره من الملابس في مراقبة الهجرة، يتم نقله إلى منطقة خاصة حيث تطلب منه ضابطة رفع حجابه حتى يمكن التحقق من هويته، وهناك سلطات لرفض دخول الأشخاص الذين لا يمكن التعرف عليهم بصورة مرضية.

### الحجابفي المحكمة
وفي نوفمبر/ تشرين الثاني 2006، ذكرت صحيفة التايمز أن أحد القضاة أجل النظر في قضية أمام المحكمة، وأخذ بالمشورة بعد أن رفض المحامي شبنام مغول مرتين خلع النقاب عنها، وطلب القاضي جورج جلوسوب منها أن تفعل ذلك لأنه كان يجد صعوبة بسماعها أثناء الجلسة بسبب ارتدائها النقاب.
في أغسطس/آب 2013، أمر قاض امرأة مسلمة من شرق لندن بخلع حجابها أثناء محاكمتها. غير أنه تم التوصل في أيلول/سبتمبر إلى حل وسط مفاده أنه لن يتعين عليها القيام بذلك إلا أثناء تقديم الأدلة.